# Heinrich Schüle

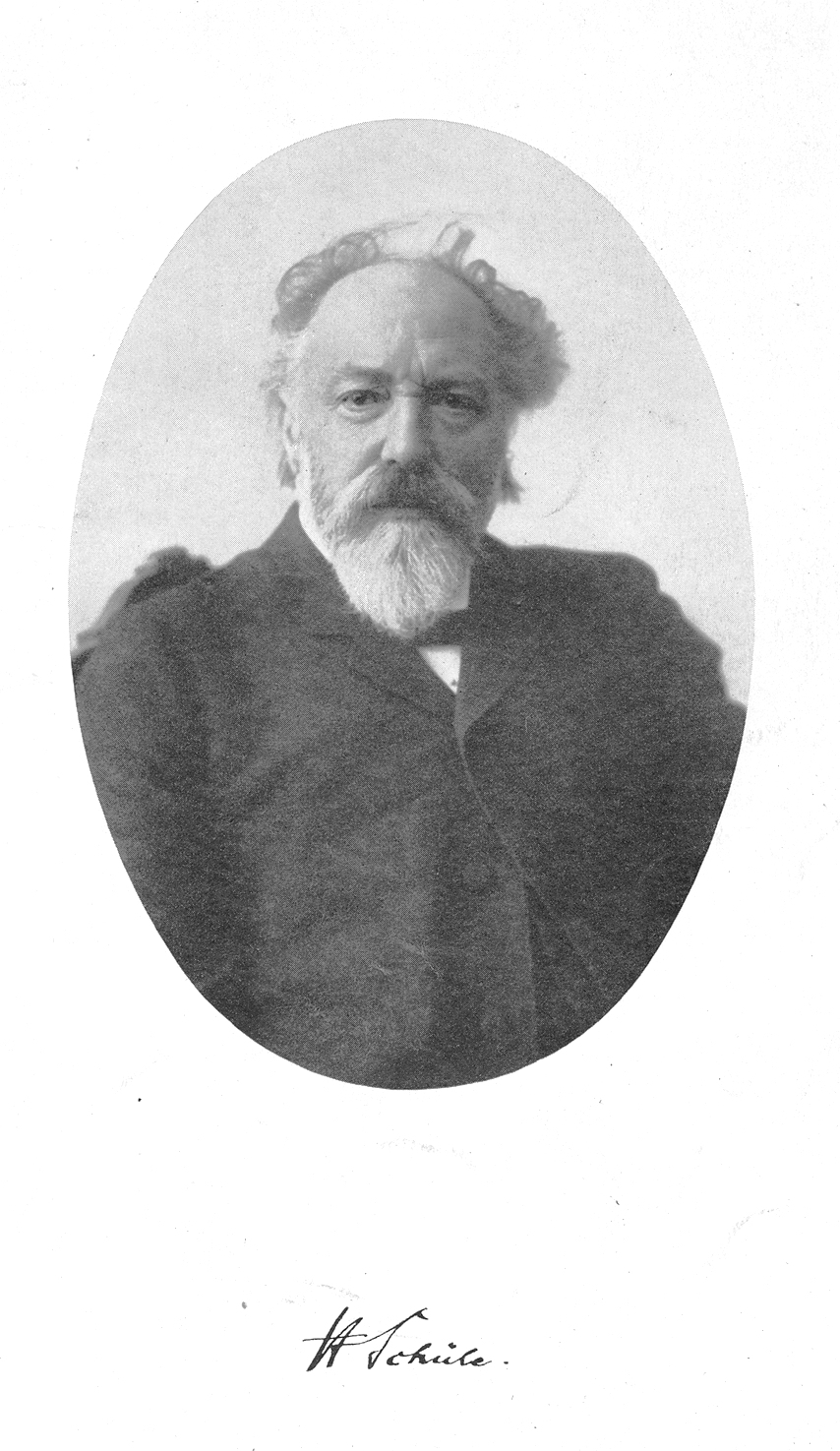
Heinrich Schüle

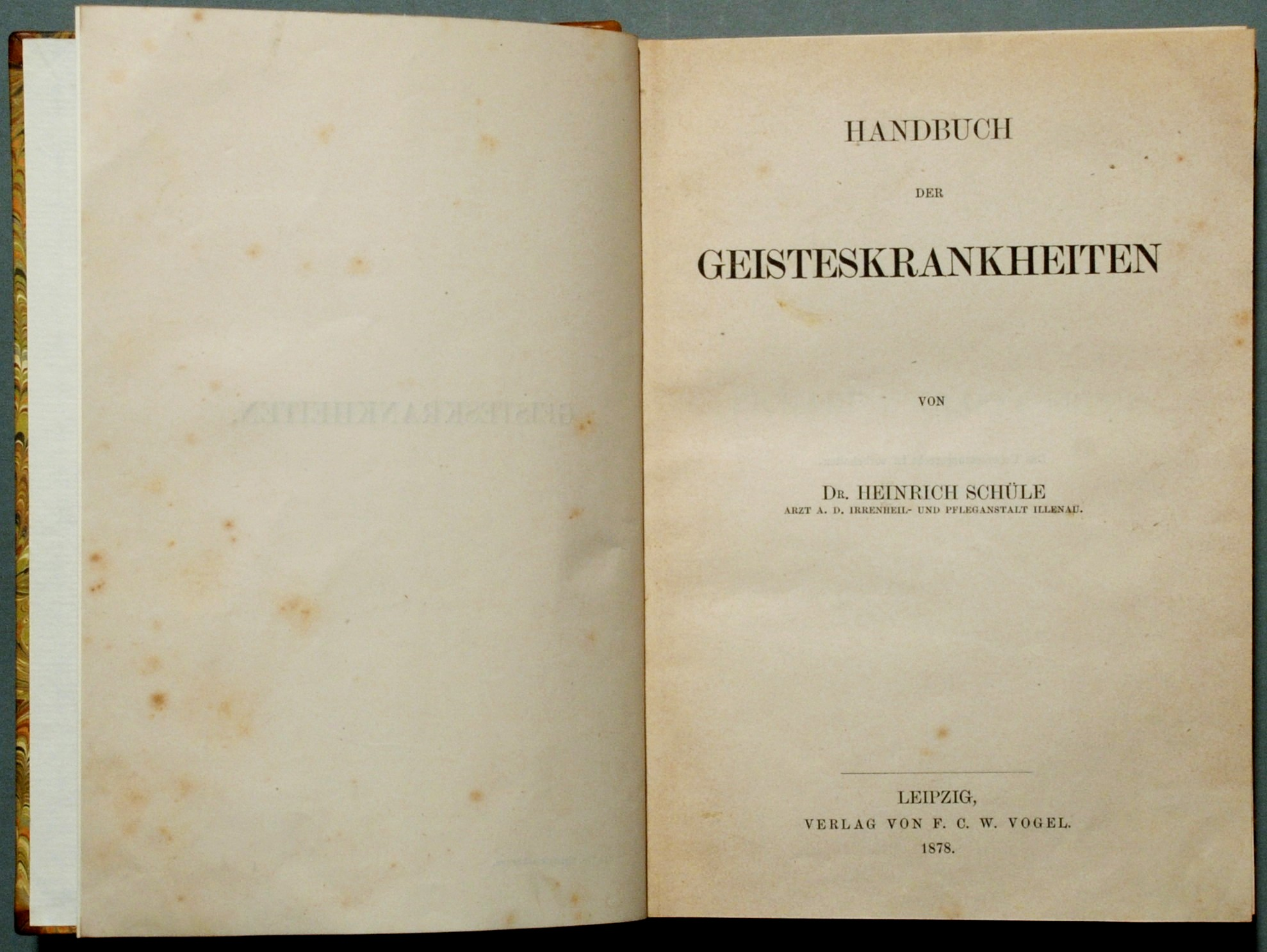
Strona tytułowa podręcznika psychiatrii Schülego (1878)

Heinrich Schüle (ur. 24 sierpnia 1840 we Fryburgu Bryzgowijskim, zm. 9 grudnia 1916 w Illenau) – niemiecki lekarz psychiatra.
Studiował na Uniwersytecie we Fryburgu i Uniwersytecie Wiedeńskim. Tytuł doktora medycyny otrzymał w 1873 roku. Przez dwa lata był asystentem Ottona Spiegelberga. Od czerwca 1863 lekarz pomocniczy (Hilfsarzt) w Heil- und Pflegeanstalt Illenau, od 1890 do 1916 trzeci dyrektor tego ośrodka, jako następca Karla Hergta. Autor podręcznika psychiatrii (1878).
Był członkiem honorowym wielu europejskich towarzystw naukowych: Royal College of Psychiatrists, Société médico-psychologique, Societa Italiana di Freniatria i innych. Od 1879 w komitecie redakcyjnym Allgemeine Zeitschrift für Psychiatrie.
Schüle przed Pickiem i Kraepelinem stosował pojęcie dementia praecox – w swoim podręczniku psychiatrii odnosił je do ostrych psychoz wieku młodzieńczego u dziedzicznie obciążonych osób.
Objawem Schülego (niem. Schüle’sches Melancholiezeichnen, Omega melancholicum) określano w starszym piśmiennictwie psychiatrycznym obserwowane u pacjentów z melancholią (depresją) zmarszczki u nasady nosa, między brwiami, przybierające kształt omegi (Ω). Przed Schülem zaobserwował do Charles Darwin.
Zmarł 9 grudnia 1916 w Illenau, wspomnienie pośmiertne poświęcił mu Carl Moeli. Pochowany jest na miejscowym cmentarzu. Ponieważ był wielkim miłośnikiem Goethego, na jego nagrobku znajduje się wers z Pieśni nocnego wędrowca, „über allen Gipfeln ist Ruh”.
W Achern znajduje się nazwana na jego cześć Heinrich-Schüle-Straße.

## Wybrane prace
- Die Dysphrenia neuralgica (1867)
- Sectionsergebnisse bei Geisteskranken nebst Krankheitsgeschichten und Epikrisen. Duncker & Humblot, 1874
- Handbuch der Geisteskrankheiten. Leipzig: F. C.W. Vogel 1878
- Klinische Psychiatrie (1885)
- Klinische Psychiatrie: specielle Pathologie und Therapie der Geisteskrankheiten. F.C.W. Vogel, 1886
- Festschrift zur Feier des fünfzigjährigen Jubiläums der Anstalt Illenau (1892)
- Über die Frage des Heiratens von früher Geisteskranken. S. Hirzel, 1904